# Ernst-Alexandrinen-Volksbad
Das Ernst-Alexandrinen-Volksbad war ein Volksbad, das in der damaligen Residenzstadt Coburg mit rund 22.000 Einwohnern im Jahre 1907 eröffnet wurde. 1977 wurde das im Jugendstil gestaltete Bauwerk teilweise abgebrochen. Das Eingangsgebäude ist als Baudenkmal in der Bayerischen Denkmalliste aufgeführt.

## Geschichte

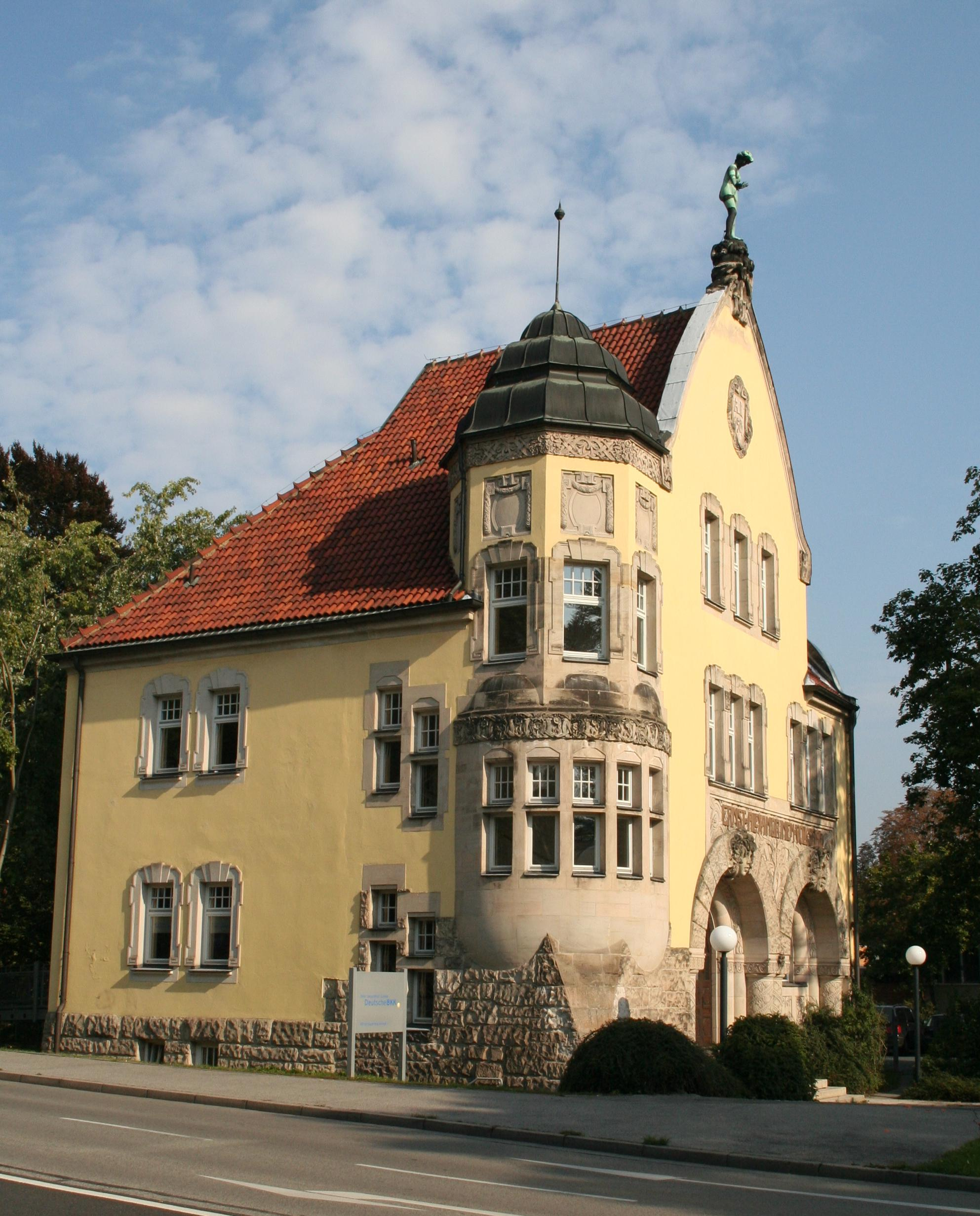
Ernst-Alexandrinen-Volksbad, Portikusbau

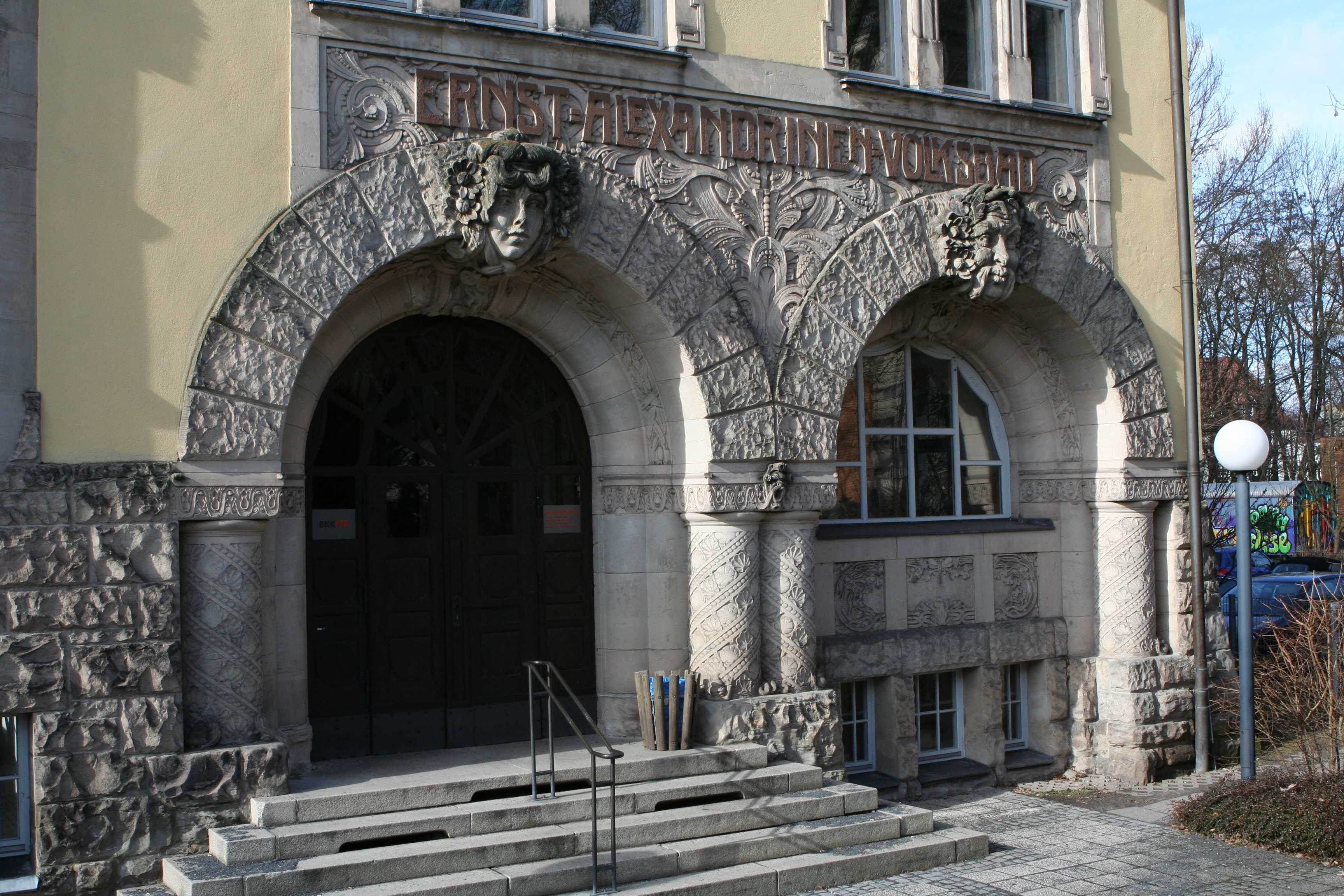
Eingangsbereich

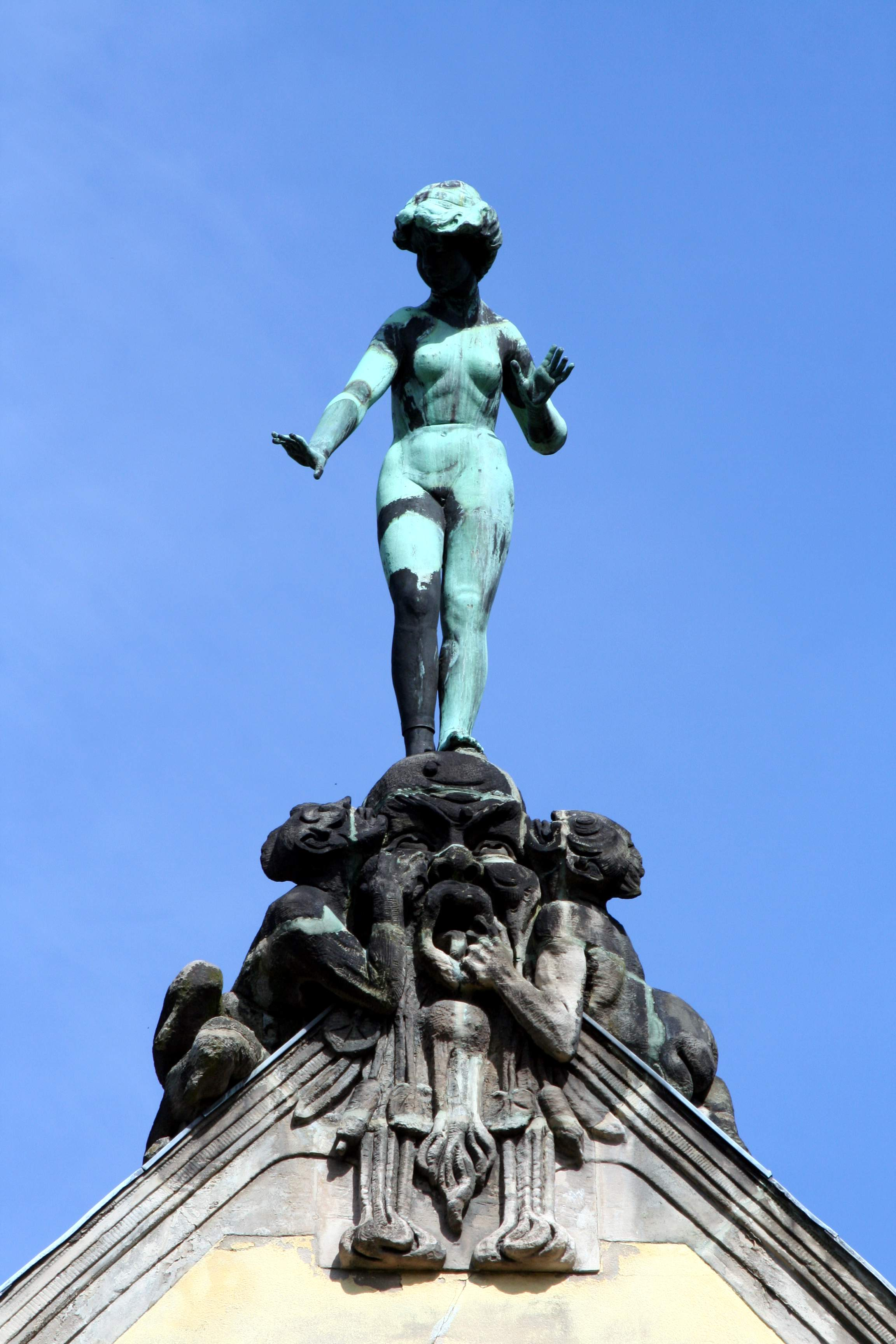
Giebelakroter

Zur Verbesserung der Gesundheit und Hygiene der Bevölkerung wurde 1899 in Coburg die Volksbadstiftung gegründet und im September 1900 stellte Herzogin Alexandrine (Witwe Ernst II.) in ihrem Testament 120.000 Mark für den Bau eines Volksbades zur Verfügung. Nach dem Tod von Alexandrine am 20. Dezember 1904 beschloss der Coburger Stadtrat am 24. März 1905 den Bau des Kombinationsbades für sportliche und sanitäre Zwecke. Den Entwurf in Formen des Jugendstils für Schwimmhalle, Dampf-, Wannen- und Brausebäder unter einem Dach fertigte bis Dezember 1905 der Coburger Stadtbaumeister Max Böhme, der das Gießener Volksbad von 1898 als Vorlage benutzte. Der Coburger Bildhauer Otto Poertzel wirkte bei der Innenraumgestaltung, bei Friesen, Wappen und der Giebelbekrönung mit. Im Jahr 1906 begannen unter Leitung des Architekten Hans Münscher die Bauarbeiten auf dem Judenanger, einem Areal an der Itz zwischen der Judenbrücke und der Rückertschule. Im Sommer 1907 war das Gebäude fertiggestellt und am 26. August folgte die feierliche Eröffnung der Badeanstalt, nach der Stifterin und ihrem Ehemann als Ernst-Alexandrinen-Volksbad geweiht. Die Baukosten für das relativ aufwändige Volksbad betrugen 283.207 Mark, davon trug die Stadt 132.829 Mark und den Rest die Volksbadstiftung, die das Legat der Herzogin Alexandrine verwaltete. Kritiker warfen Böhme vor, den Wunsch der verstorbenen Herzogin nach einem schlichten Bau ignoriert zu haben. Ein Jahr nach der Eröffnung des Volksbades folgte in der Nachbarschaft die Einweihung des Alexandrinenbrunnens zum Gedenken an die Stifterin.
In der Badeanstalt waren anfangs zehn Mitarbeiter (zwei Bademeister und deren Ehefrauen, eine Kassiererin, ein Maschinist, ein Hilfsmaschinist, zwei Waschfrauen und eine Hilfswaschfrau) beschäftigt. Die Coburger nahmen das Bad sehr gut an und es wurden bis zu 1.400 Eintrittskarten an einem Tag verkauft. Im Jahr 1908 waren es insgesamt 95.000 verkaufte Karten, deren Zahl 1914 auf 180.000 stieg. Kohlemangel und aufgrund gestiegener Heizkosten erhöhte Eintrittspreise führten im und nach dem Ersten Weltkrieg zu einem Rückgang der Besucherzahlen. Nach dem Anschluss Coburgs an Bayern 1920 war es neben München, Augsburg und Nürnberg eines der ersten vier Hallenbäder im Freistaat.
Im Zweiten Weltkrieg war das Bad zeitweise geschlossen, am 16. April 1946 war die Wiederöffnung und im März 1951 begann der Vollbetrieb. Allerdings führte die zunehmende Einrichtung von Badezimmern mit Badewannen in den Wohnungen zum Verlust der Kunden und zur Änderung des Schwerpunktes als Freizeiteinrichtung für Wassersport und Schwimmunterricht. Der Ausbau und die Erneuerung des in die Jahre gekommenen Ernst-Alexandrinen-Volksbades wurde in den 1960er Jahren vom Coburger Stadtrat diskutiert und unterblieb letztendlich zu Gunsten eines Neubaus neben dem Freibad in der Rosenauer Straße. Am 24. Mai 1973 wurde das Volksbad geschlossen. Für eine Verbindungsstraße zwischen Viktoria- und Lossaustraße sollte das Haus komplett abgebrochen werden. Wegen großer Widerstände in der Bevölkerung wurde als Kompromiss gefunden, das Eingangsgebäude zu erhalten. Dem stimmte das Landesamt für Denkmalpflege zu. Der Bausenat des Coburger Stadtrates lehnte ihn allerdings aus Kostengründen ab. Obwohl die Verhandlungen noch nicht abgeschlossen waren, begann am Morgen des 4. November 1977 der Abbruch der Schwimmhalle ohne ausreichende Genehmigung. Eine dokumentarische Sicherung des wertvollen Baubestandes durch die Denkmalschutzbehörde konnte nicht mehr erfolgen. Am 29. Juni 1978 bezeichnete der Coburger Stadtrat den Abriss als Fehlentscheidung. Der Verantwortliche für die Erteilung der Abbruchgenehmigung konnte nicht ermittelt werden.
Der Portikusbau mit der Eingangshalle blieb beschädigt erhalten und musste für 1,14 Millionen DM wiederhergestellt werden. Im Jahre 1981 war er fertiggestellt und wurde Sitz des Rechnungsprüfungsamtes der Stadt Coburg. Später zog eine Geschäftsstelle der  Betriebskrankenkasse FTE in das Gebäude ein. Das im Volksmund Alexandrinenbad genannte Gebäude hatte ursprünglich die Adresse Löwenstraße 30, die sich 1987 für den verbliebenen Portikusbau zum Gedenken an den ehemaligen Coburger Oberbürgermeister Alfred Sauerteig in Alfred-Sauerteig-Anlage 1 änderte.

## Gebäude
Die Badeanstalt bestand im Erdgeschoss aus einer Schwimmhalle mit einem 20 Meter langen, 10 Meter breiten und 0,8 bis 3,0 Meter tiefen Becken, 36 Umkleidekabinen, einem großen Umkleideraum und Reinigungsräumen getrennt nach Erwachsenen und Kindern. Daneben gab es eine Wannenabteilung mit 13 Wannen, getrennt nach Frauen und Männern. Im Kellergeschoss befand sich die Brauseabteilung mit 21 Brausen für Männer und Frauen. Im Obergeschoss lag die Dampfbadabteilung mit einem römisch-irischen Dampfbad, elektrischen Licht- und Massagebädern sowie  Ruheräumen und einer Terrasse zur Entspannung. Daneben gab es eine Wäscherei und für die Heizung ein Kessel- und Maschinenhaus. In den 1950er Jahren wurde auf die städtische Fernheizung umgestellt, der Jugendstilkamin abgebrochen und das Kesselhaus in eine Sauna umgebaut.
Die Schwimmhalle war als zweigeschossiger, unterkellerter Halbwalmdachbau ausgebildet. Der erhaltene, mit aufwändigem Jugendstildekor geschmückte Portikusbau mit dem Eingang und der Kasse stand rechts vor dem in Nord-Süd-Richtung ausgerichteten vielgliedrigen Hallenbadkomplex. Das giebelständige Satteldachgebäude ist von zwei Arkadenbögen über dem Eingang geprägt, die von Otto Poertzel mit Steinmasken und floraler Ornamentik gestaltet wurden. An der linken Gebäudeseite befindet sich hinter dem Erkerturm das Treppenhaus mit einer welschen Haube. Auf der Spitze des Giebels steht die von Otto Poertzel geschaffene lebensgroße Bronzefigur einer nackten Schwimmerin als Giebelakroter. Bossierte Quadersockel- und Rundbogenfenster mit Keilsteinen sind in Dreiergruppen zusammengefasst. An ursprünglicher Innenausstattung sind Buntverglasungen und eine Jugendstiltreppe vorhanden.